# Pałac w Jagielnicy
Pałac w Jagielnicy – zabytkowy pałac wybudowany w 1845 r. w Jagielnicy.

## Położenie
Pałac położony jest w Jagielnicy – wsi w Polsce, w województwie dolnośląskim, w powiecie strzelińskim, w gminie Przeworno.

## Historia
Obiekt jest częścią zespołu pałacowego, w skład którego wchodzi jeszcze park.